# Mike DeGruy
Mike deGruy, (Mobile (Alabama), 29 décembre 1951 – Australie, 4 février 2012), est un réalisateur de documentaires américain, spécialisé dans la vie sous-marine.
Ses productions les plus connues sont Life in the Freezer, The Trials of Life (en), The Blue Planet (en) et Pacific Abyss (en). Son entreprise, Film Crew Inc., s'était spécialisée dans la cinématographie sous-marine, avec de nombreux tournages pour la BBC, PBS, National Geographic et The Discovery Channel.
Il a été membre de nombreuses expéditions en haute mer et a fait partie de l'équipe qui a filmé le calmar vampire et le nautile. Il a également accompagné James Cameron pour se rendre au fond de la fosse des Mariannes à bord du sous-marin Deepsea Challenger. Ses réalisations notables incluent la plongée sous des évents hydrothermaux dans l'océan Atlantique et l'océan Pacifique. Il a plongé sous la glace aux deux pôles et est allé sur tous les continents.  
Mike DeGruy était également connu pour avoir été attaqué et gravement mordu à l'avant-bras droit le 2 avril 1978 par un requin gris de récif.

## Biographie

### Jeunesse et débuts de carrière
Mike DeGruy est né le 29 décembre 1951 à Mobile, en Alabama, au confluent d'un delta de cinq rivières qui coulent à travers de riches marais jusqu'au golfe du Mexique. C'est là que Mike a découvert sa passion pour l'océan. Il passe l'eau dès son plus jeune âge, d'abord en tant que nageur, puis en pratiquant le plongeon (il gagne de nombreuses médailles d'or nationales et internationales, et obtient une bourse universitaire), puis la plongée sous-marine dans les eaux chaudes de la Côte du Golfe. Il obtient un Bachelor of Science en zoologie marine à l'Université d'État de Caroline du Nord. Mike DeGruy déménage ensuite à Hawaï et débute un cursus de doctorat à l'Université d'Hawaï (UH) en biologie marine. En tant qu'étudiant diplômé, Mike travaillé à l'aquarium de Waikiki où il devient conservateur des invertébrés. Trois ans plus tard un poste s'ouvre aux Îles Marshall, et il devient directeur résident du Mid-Pacific Marine Lab.

### Accident (2 avril 1978)
Mike DeGruy et un collègue chercheur plongeaient dans une zone peu connue de l'atoll d'Eniwetok. Mike DeGruy prenait des photos lorsqu'il a été attaqué par un requin gris de récif qui lui arrache le haut du bras droit et le laisse saigner abondamment dans les eaux de la lagune. Il subira 11 opérations durant les 2 années suivantes, lui laissant une main droite opérant partiellement et des cicatrices.

### La découverte de la caméra
Envoyé dans les îles de Caroline occidentale pour recueillir quelques nautiles, il se voit confier une caméra pour documenter l'expédition. Ne connaissant rien au cinéma, Mike DeGruy et son équipe se préparent en lisant les manuels d'instruction de la caméra 16 mm Arriflex pendant le trajet en avion vers le sud du Pacifique. Mike DeGruy reconnait bien que ce premier film était probablement le pire jamais réalisé, il lui semblait pourtant que cela pourrait être un moyen d'exercer son désir de transmettre ses connaissances dans un autre cadre que celui d'une classe d'étudiants en zoologie, ce qui lui permettrait de s'adresser à des millions de personnes lordque ses productions seraient diffusées à la télévision.

### Carrière cinématographique et environnement
Durant les trente années suivantes, Mike DeGruy a parcouru le monde pour tourner des séquences et des films pour une variété de clients, principalement la BBC, PBS et National Geographic. Il a ensuite commencé à produire et à présenter ses films lors de conférences.
Au cours des dernières années il est devenu pilote de submersible, filmant les évents hydrothermaux de l'Atlantique et du Pacifique ainsi que le Titanic à 12 500 pieds de profondeur. Il est aussi devenu conférencier et maître de cérémonie. Ses acitivtés multiples lui ont valu de nombreuses distinctions de la part du public et des professionnels.  Il a réalisé sur scène des interviews de James Cameron, Sir David Attenborough, Al Gore et bien d'autres et raconté des décennies d'expérience de ses voyages dans le monde, et de nombreuses d'histoires sur toutes sortes de créatures océaniques.  

### Mort (2012)
En 2012, il décède dans un accident d'hélicoptère à Jaspers Brush (en) en Nouvelle-Galles du Sud, Australie, durant le tournage de Deep Sea Challenge. L'accident a également coûté la vie au cinéaste australien Andrew Wight (en).